# Sandusky South
Sandusky South és una concentració de població designada pel cens dels Estats Units a l'estat d'Ohio. Segons el cens del 2000 tenia 6.599 habitants.

## Demografia
Segons el cens del 2000, Sandusky South tenia 6.599 habitants, 2.224 habitatges, i 1.643 famílies. La densitat de població era de 596,7 habitants per km².
Dels 2.224 habitatges en un 32,2% hi vivien nens de menys de 18 anys, en un 60,8% hi vivien parelles casades, en un 9,7% dones solteres, i en un 26,1% no eren unitats familiars. En el 23,5% dels habitatges hi vivien persones soles el 12% de les quals corresponia a persones de 65 anys o més que vivien soles. El nombre mitjà de persones vivint en cada habitatge era de 2,56 i el nombre mitjà de persones que vivien en cada família era de 3,02.
Per edats la població es repartia de la següent manera: un 22,2% tenia menys de 18 anys, un 5,5% entre 18 i 24, un 22,6% entre 25 i 44, un 24,4% de 45 a 60 i un 25,2% 65 anys o més.
L'edat mediana era de 45 anys. Per cada 100 dones de 18 o més anys hi havia 123,4 homes.
La renda mediana per habitatge era de 51.217 $ i la renda mediana per família de 61.738 $. Els homes tenien una renda mediana de 45.781 $ mentre que les dones 25.444 $. La renda per capita de la població era de 23.192 $. Aproximadament el 2,2% de les famílies i el 4% de la població estaven per davall del llindar de pobresa.

## Poblacions més properes
El següent diagrama mostra les poblacions més properes.